# Aedes kleini
Aedes kleini är en tvåvingeart som beskrevs av Bianca L. Reinert 1973. Aedes kleini ingår i släktet Aedes och familjen stickmyggor.
Artens utbredningsområde är Kambodja. Inga underarter finns listade i Catalogue of Life.